# Navallos (Ribera de Piquín)
Navallos (llamada oficialmente San Pedro de Navallos) es una parroquia y una aldea española del municipio de Ribera de Piquín, en la provincia de Lugo, Galicia.

## Organización territorial
La parroquia está formada por cinco entidades de población:
- Esqueira
- Montefurado
- Navallos
- Penacova
- Vara (A Vara)

## Demografía

### Parroquia
| Gráfica de evolución demográfica de Navallos (parroquia) entre 2000 y 2020 |
|                                                                            |
| Datos según el nomenclátor publicado por el INE.                           |

### Aldea
| Gráfica de evolución demográfica de Navallos (aldea) entre 2000 y 2020 |
|                                                                        |
| Datos según el nomenclátor publicado por el INE.                       |